# アダムズ (月のクレーター)
アダムズ (Adams) は、月の南東部に位置する衝突クレーターである。アダムズの北東約70キロメートルにはルジャンドルが、アダムズの北西にはハーゼとペタヴィウスが、アダムズの南西にはフルネリウスが、位置している。
アダムズの周壁は円に近い形状をしているが、ところどころに小クレーター痕があり風化している。周壁の南端にはV字状の小さな切れ目が入っている。底面は平坦で特徴がなく、微細なクレーター痕があるだけである。

## 従属クレーター
アダムズのごく近くにある小さな無名のクレーターについては、アルファベットを付加することによって識別される。
| 名称 | 月面緯度     | 月面経度     | 直径  |
| ---- | ------------ | ------------ | ----- |
| B    | 南緯 31.5 度 | 東経 65.6 度 | 28 km |
| C    | 南緯 32.3 度 | 東経 65.5 度 | 10 km |
| D    | 南緯 32.5 度 | 東経 71.6 度 | 42 km |
| M    | 南緯 34.8 度 | 東経 69.2 度 | 24 km |
| P    | 南緯 35.2 度 | 東経 71.0 度 | 24 km |